# Тёмный эльф (трилогия)
«Тёмный Эльф» (Dark Elf trilogy, 1990-91) — книжная трилогия американского автора Роберта Сальваторе в жанре фэнтези по вселенной Forgotten Realms. Состоит из романов «Homeland», «Exile» и «Sojourn». Трилогия является приквелом к трилогии «Долина Ледяного Ветра», и первым по внутренней хронологии произведением о следопыте-дроу по имени Дриззт До’Урден (Drizzt Do’Urden), рассказывая о его рождении и юности.
Трилогия проиллюстрирована Джеффом Изли в первом издании и Тоддом Локвудом в переиздании Wizards of the Coast 00-х. Новое издание содержит два предисловия: от Эда Гринвуда и самого Сальваторе. В России выпущена издательством Максима, в том числе в одном томе.
По всем томам трилогии существует комикс.

## Отступник (Homeland, 1990)
- В переводах: «Родина», «Отступник».

Действие разворачивается в Мензоберранзане, подземном городе тёмных эльфов-дроу. В обществе царит матриархат: городом правят жрицы мрачной богини Ллос, Паучьей Королевы и Великие матери благородных домов, а мужчины занимают подчинённое положение. Дома встроены в жёсткую иерархию, и полное уничтожение конкурирующего Дома — обычный способ улучшить свой статус. Многообещающий Дом До’Урден собирается уничтожить Дом Де’Вир, прибегнув к помощи Безликого, учителя магов из городской академии. Налёт прошёл удачно: Мастер Клинка Закнафейн и его воины вырезали всех Де’Виров. Только юному Альтону случайно удалось спастись: студент по имени Мазой убил Безликого и помог Альтону обезобразить лицо с помощью кислоты, чтобы занять его место. В эту же ночь у Матери Мэлис До’Урден родился третий сын, которого, по традиции, должны были принести в жертву богине Ллос. Но второй сын Дома, Дайнин, зарезал своего брата Нальфейна во время налёта на Де’Вир, и жрицы сочли это своеобразным жертвоприношением, решив не убивать более членов семьи.
Мальчика назвали Дриззт. Его воспитанием занялась сестра Вирна, с изумлением отмечавшая как растущие способности ребёнка, так и его странную непокорность старшим. Когда Дриззт подрос, его отец Закнафейн, непревзойдённый фехтовальщик, обучил его всем приёмам боя. Дриззт поступил в академию на факультет воинов и вскоре считался лучшим молодым фехтовальщиком Мензоберранзана. В то же время, юноша оставался на редкость наивным и невинным, каждый раз удивляясь подлым трюкам и жестокости своих товарищей.
Брат юного До’Урдена, Дайнин, начал брать его с собой в патрули. Однажды патруль Дриззта получает особо ответственное задание: подняться на поверхность и атаковать лесных эльфов, которых пропаганда называет жестокими и безжалостными врагами дроу. Но налёт на деле оказывается избиением безоружных, что вызывает у Дриззта отвращение. Тайком он спасает от расправы эльфийскую девочку. В другой раз, патруль Дайнина и Мазоя столкнулся с глубинными гномами, свирфнеблинами. Во время боя маг Мазой выпустил волшебное животное, пантеру Гвенвивар с астрального плана, чтобы она догнала и убила других выживших глубинных гномов. Дриззт уговорил брата отпустить одного из пленных гномов, Белвара Диссенгальпа, но перед этим пленнику отрубили руки. Вскоре пантера сдружилась с Дриззтом — к неудовольствию Мазоя.
Закнафейн, втайне надеявшийся на то, что его сын вырастет непохожим на других дроу, был удручён его боевой славой. Он пытается убить Дриззта на тренировке. Но вместо этого, поединок превращается во взаимное признание: и отец, и сын — диссиденты в обществе дроу. Дриззт предлагает отцу побег, но разочарованный во всем мире Зак не соглашается принять в нём участие. Юный До’Урден выходит за пределы Мензоберранзана. Там на него нападают Мазой и Альтон. Сначала Мазой надеялся натравить на него пантеру, но Гвенвивар неожиданно переходит на сторону своего друга. В ходе битвы оба волшебника погибают.
Тем временем, узнав с помощью магии о «преступлении» младшего сына во время вылазки на поверхность, Мать Мэлис приходит в ярость. Чтобы искупить его малодушие перед Ллос, Паучьей Королевой, и избежать кары в виде нападения другого Дома, она решает убить его. Но Закнафейн добровольно предлагает себя в жертву Ллос вместо своего сына.
Вернувшийся домой Дриззт узнаёт о смерти Закнафейна. В гневе он высказывает своей семье всё, что он думает о жестокой богине Ллос и об обществе дроу и, прежде чем его успевают остановить, вместе с Гвенвивар бежит из города и скрывается в пещерах.

## Изгнанник (Exile, 1990)
Дзирт и Гвенвивар скитаются по пещерам и тоннелям Подземья. Следопыт все чаще впадает в ярость берсерка, он чувствует, что от одиночества теряет разум. В отчаянии, он сдается в плен глубинным гномам. Лишь заступничество Белвара, которого он когда-то освободил, спасает его от немедленной казни. Белвар лишился обеих рук, вместо которых носит зачарованные молот и кирку, и с тех пор не покидает родного селения Блингденстоун. Дзирт осознаёт, что представляет опасность для гномов: за ним охотятся бывшие сородичи. Он покидает Блингденстоун, и Белвар отправляется вместе с ним.
Тем временем в Мензоберранзане Дом До'Урден готовится выдержать осаду со стороны Дома Ган’етт. Чтобы умилостивить Паучью Королеву, Мэлис обещает богине поймать и принести ей в жертву предателя  Дриззт. Союзником До’Урденов становится хитрый наёмник Джарлаксл и его организация Бреган д’Эрт. Дом Ган’етт атакует, но наёмники Бреган д’Эрт, состоявшие в рядах его войск, неожиданно поворачивают оружие против своих товарищей и добывают победу До’Урденам и ловкому Джарлакслу.
Белвар и Дриззт, ставшие близкими друзьями, скитаются по Подземью. К ним присоединяется странное существо: гном-пич, превращённый злым магом в огромное чудовище — Пещерного урода (в оригинале hook horror). Щелкунчик, как его прозвали друзья, страдает от потери своего тела и его возможности слушать и чувствовать камень. Герои находят мага и пытаются заставить его вернуть Щелкунчику прежний облик, но пещерный гигант в приступе ярости убивает своего обидчика, сделав невозможным возвращение своего прежнего облика. Позже троицу спутников захватывают в плен иллитиды, раса гипнотизёров. Они подавляют волю троицы и присоединяют героев к своим рабам. Их заставляют биться друг с другом на гладиаторских боях, копать тоннели, ухаживать за Главным Мозгом. Иллитиды командуют сотнями рабов, держа их под ментальным контролем.
Чтобы покончить с Дриззтом, матрона Мэлис создает зомби (зин-карла) из тела Закнафейна. Непобедимый фехтовальщик, управляемый её разумом, обшаривает Подземье и вторгается в царство иллитидов. Атаки проницателей мертвецу не страшны, и вскоре он сеет смерть в их рядах, разрушив сеть гипноза. Трое друзей получают свободу, и вызванная следопытом Гвенвивар уничтожает Главный Мозг. Но вскоре они вынуждены вступить в поединок с покойным отцом Дриззта, в бою с которым погибает Щелкунчик. Повторяя приёмы, которым Зак его научил, Дриззту удаётся пробудить в зомби воспоминания о том, кем он был. Разум Закнафейна на минуту пробуждается, и тот бросается в озеро кислоты чтобы не навредить сыну.
Провалив исполнение клятвы, До’Урдены теряют расположение богини Ллос и их дом уничтожается верховным Домом Бэнр. Хитрый Джарлаксл забирает себе лучших из уцелевших. Уверенный, что бывшие сородичи все ещё преследует его, Дриззт расстается с Белваром и решает уйти на Поверхность.

## Странствие (Sojourn, 1991)
- В переводах: «Странствие», «Скиталец», «Воин».

Тёмный эльф выходит на Поверхность. Его слепит солнечный свет, он не понимает этого странного, меняющегося мира, не знает, кто может быть врагом, а кто — другом. Он наблюдает за семейством людей, пытается найти с ними контакт, даже убивает гноллов, собиравшихся напасть на семью. Но люди лишь в ужасе шарахаются от дроу, чей народ по праву считается смертельно опасным.
Узнав о появлении дроу, два демона-оборотня, Улгулу и Кемпфана, решают воспользоваться этим. Превратившись в тёмного эльфа, Улгулу пожирает семью Тистлдаунов. Дриззт чувствует вину за гибель детей, он с Гвенвивар отправляется в горы и уничтожает демонов. Но на Дриззта всё равно объявляют охоту — разъярённые крестьяне, уверенные в том, что он убийца, нанимают лучших следопытов. Обороняясь, Дриззт обрывает ухо охотнику Родди Макгристлу. В итоге следопыты оставляют эльфа в покое, поняв, что он невиновен. Только Родди все ещё жаждет мести.
Дроу мёрзнет в зимнем лесу. Его подбирает слепой следопыт Монтолио, который обучает эльфа жизни в лесу, общению с животными и языку людей. На рощу Монтолио совершают набег орки, которым помогают охотник Родди и бывший слуга демонов, Тефанис — крошечный квиклинг, передвигающийся с невероятной скоростью. Монтолио, До’Урден и Гвенвивар героически обороняются втроём против целой армии. Орки разбиты, а Родди попадает в плен, из которого сбегает благодаря Тефанису.
Через несколько лет Монтолио умирает от старости, и Дриззт отправляется в странствие по миру с бродячими монахами. Жаждущий мести Тефанис заманивает их в пещеру к дракону. Тёмный эльф ловко обманывает дракона, сам прикинувшись драконом, превращённым в тёмного эльфа. Узнав об этой неудаче, Родди убивает Тефаниса.
От монахов эльф узнает о Долине Ледяного Ветра, где якобы рады всем изгнанникам. Дриззту позволяют поселиться в Долине, но вдали от людей. Он сводит дружбу с девочкой Кэтти-бри, приёмной дочерью короля дворфов Бренора. Родди настигает его и здесь, клевеща на дроу и пытаясь его поймать, выбивая из девочки признание. Но эльф лишь побеждает Макгристла, не убив его. Бренор выгоняет охотника и позволяет Дриззту остаться. Скиталец наконец обретает свой дом.